# Scheltenbach
Der Scheltenbach, französisch La Scheulte, ist ein rund 20 km langer rechter Nebenfluss der Birs im nördlichen Jura in den Schweizer Kantonen Bern und Jura.

## Geographie

### Verlauf
Der Scheltenbach entspringt auf etwa 1039 m ü. M. am Nordhang des Schönebergs oberhalb des Hofes Muelte auf dem Gemeindegebiet der Berner Exklave Schelten (etwa 200 Meter westlich befindet sich die Quelle des Ruisseau de Vermes, einem rechten Zufluss der Gabiare). Nach 4,1 Kilometer langem Lauf durch die Exklave erreicht der Fluss die Grenze zum Kanton Jura. Der Oberlauf des Scheltenbachs liegt in einem tiefen Tal zwischen den Höhenzügen des nördlichen Kettenjuras. Nach einem klusartigen Durchbruch zwischen den Höhen von Le Chételat und Chaumont erreicht der Scheltenbach die Senke des Delsberger Beckens bei der Ortschaft Mervelier.
Er fliesst nun in einer breiten, landwirtschaftlich intensiv genutzten Talsenke weiter nach Westen und nimmt zuerst von rechts den Seitenbach Ruisseau de Montsevelier und dann von links die Gabiare, den bedeutendsten Zufluss, auf. Nach einigen Windungen in der Ebene des Delsberger Beckens mündet das hier La Scheulte genannte Gewässer beim Dorf Courroux östlich der jurassischen Kantonshauptstadt Delémont in die Birs.

### Einzugsgebiet
Das 93,74 km² grosse Einzugsgebiet des Scheltenbachs liegt im Schweizer Juragebirge und wird durch ihn über die Birs und den Rhein zur Nordsee entwässert.
Es besteht zu 48,9 % aus bestockter Fläche, zu 46,7 % aus Landwirtschaftsfläche, zu 4,0 % aus Siedlungsflächen und zu 0,5 % aus unproduktiven Flächen.
Flächenverteilung
Die mittlere Höhe des Einzugsgebietes beträgt 751 m ü. M. Der höchste Punkt ist der Mont Raimeux mit einer Höhe von 1302 m im Südwesten des Einzugsgebietes.

### Zuflüsse
Vom Ursprung bis zur Mündung. Namen nach dem Geoportalen der Kantone Bern und Jura. Orographische Zuflussrichtung (rechts/links). Daten nach dem Geoserver der Schweizer Bundesverwaltung: Länge in Kilometer (km), Einzugsgebiet in Quadratkilometer (km²), Mittlerer Abfluss (MQ) in Kubikmeter pro Sekunde (m³/s). Koordinaten der Mündung , Mündungshöhe in Meter über Meer (m ü. M.)
- Mueltegrabe[5] (linker Quellbach, Hauptstrang), 1,8 km, , 780 m ü. M.
- Hinderhusgrabe[6] (rechter Quellbach,Nebenstrang), 1,2 km
- Scheltebach[7] [CH 12133] (rechts), 1,3 km, 3,57 km², , 745,1 m ü. M.
- Ruisseau Djairdin[8] (links), 0,6 km, , 699,3 m ü. M.
- Ruisseau des Sâces[9] (rechts), 1,0 km, , 561,3 m ü. M.
- Canal du Montoit (rechts), 1,0 km, 1,05 km², , 522,1 m ü. M.
- La Dou (links), 1,3 km, 1,76 km², , 495,9 m ü. M.
- Ruisseau de Montsevelier (rechts), 8,3 km, 14,03 km², 0,34 m³/s, , 484,7 m ü. M.
- La Gabiare (links), 16 km, 34,26 km², 1,06 m³/s, , 465,6 m ü. M.
- Ruisseau du Pré Yavon (links), 2,0 km, 5,14 km², , 461,6 m ü. M.
- Ruisseau de Val (Biel de Val) (rechts), 2,9 km, 5,72 km², 0,13 m³/s, , 455,9 m ü. M.
- Ruisseau du Gour aux Oies[10] (rechts), 0,4 km, , 434,4 m ü. M.
- Ruisseau des Grandes Planches[11] (rechts), 0,1 km, , 432,5 m ü. M.
- Canal Rais (linke Abspaltung), , 430,1 m ü. M.
- La Vaivre[12] (rechts), 2,3 km, 3,49 km², , 423,9 m ü. M.
- Canal Rais[13] (Rücklauf), 0,7 km[14], , 423,9 m ü. M.

## Charakter
Der Oberlauf des Scheltenbachs ist grösstenteils natürlich oder naturnah gehalten, während er im Unterlauf streckenweise kanalisiert und verbaut wurde, um die früher besonders zur Zeit der Schneeschmelze aufgetretenen Überschwemmungen zu vermeiden. An einigen Orten wurde die Wasserkraft des Scheltenbachs von Mühlen genutzt.

## Hydrologie
Bei der Mündung des Scheltenbachs in die Birs beträgt seine modellierte mittlere Abflussmenge (MQ) 2,57 m³/s. Sein Abflussregimetyp ist nivo-pluvial jurassien, und seine Abflussvariabilität beträgt 26.